# إريك نيفلاند
إريك نيفلاند (بالنرويجية البوكمول: Erik Nevland)‏ (مواليد 10 نوفمبر 1977 في ستافانغر - النرويج) لاعب كرة قدم نرويجي يلعب حاليا لصالح نادي الدرجة الممتازة فولهام الإنجليزي منذ 2008 في مركز المهاجم .

## روابط خارجية
- إريك نيفلاند على موقع اتحاد النرويج (النرويجية)
- إريك نيفلاند على موقع قاعدة بيانات كرة القدم.إي يو (الإنجليزية)
- إريك نيفلاند على موقع ناشيونال فوتبول تيمز (الإنجليزية)
- إريك نيفلاند على موقع Soccerbase.com (لاعب) (الإنجليزية)
- إريك نيفلاند على موقع Soccerway.com (الإنجليزية)
- إريك نيفلاند على موقع عالم كرة القدم.نت (الإنجليزية)
- إريك نيفلاند على موقع كووورة